# 野村駿太
野村 駿太（のむら しゅんた、1997年10月11日 - ）は、日本の男性総合格闘家。愛媛県今治市出身。現DEEPライト級王者。BRAVE所属。

## 来歴
兄の影響で3歳から空手に出会うが名門道場ではなく、週1回程度の練習に飽き小学校高学年で一度空手を辞め、中学時代はバレーボール部に所属。その後「何か頑張りたい」の思いで高校は空手部に素人同然で入部し、高校最高実績は国体5位入賞。大学では帝京大学空手道部に入部する。大学時代の好きな言葉は「夢かなうまで挑戦」。大学卒業後は空手を続けるために自衛隊に半年間所属したのち、MMAの道に進む。
現在（2024年7月時点）の目標は、「日本のライト級のトップとして世界と戦うこと」とインタビューで答えている。

### RIZIN
2025年3月30日、RIZIN初参戦となったRIZIN.50でルイス・グスタボと対戦。偶発的なバッティングにより試合続行不可のため、3R 2分27秒までのテクニカル判定3-0で勝利を飾った。
2025年7月27日、超RIZIN.4 真夏の喧嘩祭りで元Bellator世界ライト級王者のパトリッキー・ピットブルに3-0の判定勝利。この結果をもってRIZIN.51でのホベルト・サトシ・ソウザとのライト級タイトルマッチが決定した。

## 戦績

### プロ総合格闘技
| 総合格闘技 戦績 | 総合格闘技 戦績 | 総合格闘技 戦績 | 総合格闘技 戦績 | 総合格闘技 戦績 | 総合格闘技 戦績 | 総合格闘技 戦績 |
| --------------- | --------------- | --------------- | --------------- | --------------- | --------------- | --------------- |
| 12 試合         | (T)KO           | 一本            | 判定            | その他          | 引き分け        | 無効試合        |
| 10 勝           | 4               | 0               | 6               | 0               | 0               | 0               |
| 2 敗            | 0               | 0               | 2               | 0               | 0               | 0               |

| 勝敗 | 対戦相手                 | 試合結果                          | 大会名                                         | 開催年月日     |
| ○    | パトリッキー・ピットブル | 5分3R終了 判定3-0                 | 超RIZIN.4 真夏の喧嘩祭り                       | 2025年7月27日  |
| ○    | ルイス・グスタボ         | 3R 2:29 テクニカル判定3-0         | RIZIN.50                                       | 2025年3月30日  |
| ○    | 江藤公洋                 | 5分3R終了 判定5-0                 | DEEP 121 IMPACT 【DEEPライト級タイトルマッチ】 | 2024年9月16日  |
| ○    | 泉武志                   | 3R 0:32 TKO（左フック→パウンド）  | DEEP 120 IMPACT                                | 2024年7月14日  |
| ○    | 岩倉優輝                 | 1R 2:11 KO（右ストレート）        | DEEP 117 IMPACT                                | 2023年12月10日 |
| ×    | 江藤公洋                 | 5分3R終了 判定0-3                 | DEEP 114 IMPACT                                | 2023年7月2日   |
| ○    | 川名TENCHO雄生           | 5分3R終了 判定3-0                 | DEEP TOKYO IMPACT 2023 1st Round               | 2023年3月25日  |
| ○    | 小金翔                   | 2R 1:00 TKO（スタンドパンチ連打） | DEEP TOKYO IMPACT 2022 7th Round               | 2022年12月22日 |
| ○    | 泉武志                   | 5分2R終了 判定2-1                 | DEEP 108 IMPACT                                | 2022年7月10日  |
| ○    | 藤村健悟                 | 1R 3:43 TKO（パウンド）           | Grachan / Brave - Grachan 53 / Brave Fight 26  | 2022年3月11日  |
| ×    | 宇佐美正パトリック       | 5分2R終了 判定0-3                 | Vale Tudo Japan - VTJ 2021                     | 2021年11月6日  |
| ○    | 前田啓伍                 | 5分2R終了 判定3-0                 | Grachan - Grachan 50                           | 2021年9月4日   |

## 獲得タイトル
- 第13代 DEEPライト級王座（2024年）